# Heinz Kessler
Heinz Kessler (tysk stavning: Heinz Keßler), född 26 januari 1920 i Lauban, Niederschlesien, Tyskland död 2 maj 2017 i Berlin, var en östtysk kommunistisk politiker och militär, som 1967–1990 var överbefälhavare för den östtyska armén samt landets försvarsminister 1985–1989. Hans militärkarriär började i Wehrmacht 1940.
Kort efter Tysklands återförening 1990 åtalades Kessler för mord på de personer som dödades då de försökte fly från Östtyskland mellan 1971 och 1989. I september 1993 dömdes han till sju och ett halvt års fängelse för dråp. Kessler överklagade förgäves till Europadomstolen och var internerad i fängelset i Berlin-Hakenfelde från november 1996 till oktober 1998, då han frisläpptes i förtid.
Kessler levde efter fängelsestraffet ett tillbakadraget liv i Berlin. Han försvarade det gamla Östtyskland och var medlem i det tyska kommunistpartiet DKP. Kessler sade, att han trodde på ett återskapande av Östtyskland och på en slutgiltig seger för kommunismen.